# Kanał wapniowy
Kanał wapniowy, kanał wapniowo-sodowy – kanał jonowy bardzo przepuszczalny dla jonów wapnia i słabo przepuszczalny dla jonów sodu. Kanały te zlokalizowane są w komórkach całego organizmu.
Wyróżnia się co najmniej cztery rodzaje kanałów wapniowych:
- kanał wapniowy sterowany potencjałem
- kanał wapniowy sterowany neuroprzekaźnikiem
- kanał wapniowy sterowany przekaźnikiem wewnętrznym
- kanał wapniowy sterowany białkiem G[potrzebny przypis].